# Rhinoptilus
Rhinoptilus is een geslacht van vogels uit de familie renvogels en vorkstaartplevieren (Glareolidae). Het geslacht telt vier soorten.

## Soorten
- Rhinoptilus africanus – Dubbelbandrenvogel
- Rhinoptilus bitorquatus – Jerdons renvogel
- Rhinoptilus chalcopterus – Bronsvleugelrenvogel
- Rhinoptilus cinctus – Driebandrenvogel